# Passage de l'Opéra

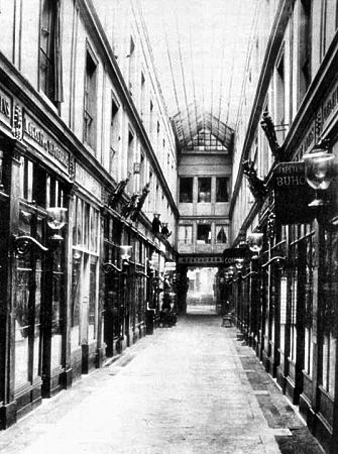
Galerie du Baromètre, vers 1866, photographiée par Charles Marville.

Le passage de l'Opéra est une ancienne voie de Paris inaugurée en 1822 et détruite en 1925.

## Situation
Comme le décrit Louis Aragon dans le chapitre « Le Passage de l'Opéra » dans Le Paysan de Paris (1926):
Tirant son nom de l'opéra Le Peletier qu'il desservait, il était constitué de trois galeries :
- deux parallèles débouchant boulevard des Italiens, la galerie de l'Horloge et la galerie du Baromètre ;
- une perpendiculaire aux deux précédentes, la galerie du Thermomètre, qui allait de la rue de la Grange-Batelière (aujourd'hui rue Drouot) à la rue Le Peletier.

## Historique
La construction des passages de l'Opéra s'est déroulée en deux phases, la première débutant avec la construction de la salle Le Peletier, destinée à recevoir l'Opéra de Paris après la fermeture de la salle de la rue de Richelieu :
- en 1820 et 1821, un passage allant de la rue de la Grange-Batelière (aujourd'hui rue Drouot) à la rue Le Peletier est créé par l'architecte du nouvel Opéra, François Debret. Ce passage, qui traverse le côté droit du nouveau bâtiment, une cour intérieure et l'ancien hôtel de Choiseul, est administré par l'Opéra ;
- en 1822 et 1823, les deux galeries parallèles, dites de l'Horloge et du Baromètre, en retour d'équerre et conduisant du boulevard des Italiens au précédent passage (à la hauteur de la cour intérieure), sont construites. Cette opération immobilière est réalisée par le vicomte Morel de Vindé sur le jardin de son propre hôtel particulier, voisin de l’hôtel de Choiseul. Les ordonnances royales d'autorisation portent les dates du 31 juillet 1822 et 16 avril 1823. La largeur de chacune de ces galeries est de 3,74 m[1]. Ces deux galeries sont administrées par une compagnie privée créée à cet effet.

En outre, un passage créé entre le fond de scène de la nouvelle salle et l'hôtel de Choiseul, permettait de rejoindre la rue Pinon. Tous ces passages avaient pour dénomination courante « passage de l’Opéra », bien qu'il s'agisse des « passages de l’Opéra ».

« Ces deux galeries, qu'on désigne sous le nom collectif de “passage de l'Opéra”, ont une différence de physionomie assez tranchée ; autant l'une est peu fréquentée, autant l'autre, celle dite de l'Horloge, est constamment sillonnée par les promeneurs.
Ce fut dans ce passage qu'existait autrefois un petit théâtre qu'on appelait l'Europorama et qui avait été fondé presque en même temps que lui, ce spectacle n'eut pas grand succès ; le Gymnase-Enfantin lui succéda. Sous la Restauration un bal célèbre occupait le dessous du passage, et nos pères se souviennent des splendeurs d'Idalie, où les jolies femmes d'alors se livraient aux plaisirs de la danse. Il y a une quinzaine d'années, dans un local consacré précédemment aux entrechats et aux avant-deux, s'ouvrit un restaurant qui n'eut qu'une durée passagère, malgré le luxe oriental qui le décorait : d'autres établissements lui succédèrent.
C'était dans le passage de l'Opéra que se tenait, avant la suppression de la coulisse, ce qu'on appelait “La petite Bourse”, réunion de courtiers marrons, de spéculateurs de bas étage qui agiotaient, trafiquaient et tripotaient malgré les arrêtés qui défendent de s'assembler ailleurs qu'à la Bourse pour proposer et faire des négociations sur les valeurs publiques. Ce rassemblement quotidien en gênant la circulation nuisait considérablement au commerce de passage, dont l'accès se trouvait interdit aux passants et aux acheteurs pendant toute la durée de la petite Bourse. Cet inconvénient est aujourd'hui complètement disparu, et le boulevard est redevenu entièrement libre sur son parcours.
C'est pendant les nuits de carnaval que le passage de l'Opéra est curieux à observer. On sait que l'Opéra donne des bals masqués tous les samedis et que ces bals, conduits par l'archet du célèbre Strauss, ont une réputation européenne. Aussi dès qu'un étranger arrive à Paris dans les mois de décembre ou janvier, le premier désir qu'il exprime est celui d'assister au bal de l'Opéra. Les bals de l'Opéra datent du 2 décembre 1715, ce fut le chevalier de Bouillon qui en conçut l'idée, idée qui fut heureuse puisqu'elle lui valut une pension de 6 000 livres.
Un règlement défendit à toutes personnes de quelque qualité et condition qu'elles fussent, d'entrer au bal sans payer et à visage découvert. C'est à minuit que l'Opéra ouvre ses portes pour le bal ; à partir de onze heures le passage de l'Opéra est littéralement encombré par les masques et les travestis qui se préparent au plaisir de la danse en échangeant les propos les plus joyeux et les plus bizarres, tandis que les promeneurs, que ce spectacle attire, se rangent prudemment de côté pour les laisser passer.
Les magasins se ressentent de cette animation, les cafés restent ouverts toute la nuit ; tout est bruit, éclats de rire, gaité, jusqu'à ce que les premières lueurs de l'aube aient remplacé les feux expirants du gaz. »

— Léo Lespès et Charles Bertrand, Paris-Album.
La destruction de la salle Le Peletier par un incendie en 1873 entraîne la disparition du premier passage, entre les rues de la Grange-Batelière et Le Peletier. Seules demeurent les deux galeries, légèrement endommagées par le sinistre. Après la Première Guerre mondiale, elles furent un haut lieu du dadaïsme et du surréalisme. L'évocation de cette période constitue la première et plus longue partie de l'un des premiers ouvrages de Louis Aragon, Le Paysan de Paris (1926) :

« C'est ce lieu où vers la fin de 1919, un après-midi, André Breton et moi décidâmes de réunir désormais nos amis, par haine de Montparnasse et de Montmartre, par goût aussi de l'équivoque des passages, et séduits sans doute par un décor inaccoutumé qui devait nous devenir si familier ; c'est ce lieu qui fut le siège principal des assises de Dada. »

Le 11 octobre 1914, durant la première Guerre mondiale, le no 23 passage de l'Opéra est bombardé par un raid effectué par des avions allemands.
Les galeries sont démolies en 1925 pour permettre le prolongement du boulevard Haussmann et de la rue Chauchat.